# پل علی‌آباد (مه‌ولات)
پل علی‌آباد؛ نام پلی تاریخی مربوط به دورهٔ قاجار است و در شهرستان مه‌ولات، ۵۰۰ متری غرب روستای علی‌آباد واقع شده و این اثر در تاریخ ۲۴ اسفند ۱۳۸۴ با شمارهٔ ثبت ۱۵۲۶۳ به‌عنوان یکی از آثار ملی ایران به ثبت رسیده‌است.